# ハッリ・オッリ
ハッリ・オッリ（Harri Olli、1985年1月15日 - ）はフィンランド、ロバニエミ出身のスキージャンプ選手。地元のスキークラブOunasvaaran Hiihtoseuraに所属している。

## プロフィール
2001/2002シーズンに国際大会デビュー。 2001年12月15日にラハティのコンチネンタルカップで31位となった。 2002年1月に、ショーナッハ（オーストリア）で開催されたノルディックスキージュニア世界選手権の団体で金メダルを獲得。
翌シーズンの2002年11月29日、フィンランドのクーサモでスキージャンプ・ワールドカップにデビュー。1年後の2003年11月28日には同じクーサモで25位となりワールドカップポイントを初めて獲得した。2003年ジュニア世界選手権（スウェーデン、ソレフテア）の団体では銅メダルを獲得、個人戦では11位となった。
2005/2006シーズンはコンチネンタルカップで3勝をあげて総合7位となる一方ワールドカップでも総合36位となった。
2007年の世界選手権（日本、札幌）ラージヒル個人ではシモン・アマンにわずか0.2ポイント差で銀メダルを獲得した。
2008年のスキーフライング世界選手権はドイツ、オーベルストドルフのハイニ＝クロッファーシャンツェで行われ、団体銀メダルに貢献、個人では6位となった。
しかしその世界選手権の最中スキャンダルをおこした。個人戦のあとホテルでのパーティーで泥酔し、羽目を外した様子が報道された。
メディアは彼を、引退後に数々のスキャンダルを起こしたマッチ・ニッカネンと比較するように報道した。
オッリはシーズン終了まで出場停止処分を受けた。
2008年6月には制限速度80km/hの所141km/hを出して逮捕され、その際、1000分の0.65のアルコールが検出された。
しかしこれは競技の調子には影響せず、サマーグランプリに参加、クーシュベル（フランス）で優勝、続くプラジェラート（イタリア）で3位となった。この後出場停止処分を受けた。

出場停止期間中、オッリは新任のチーフコーチヤンネ・バータイネンとともに地元のロバニエミでトレーニングを積み、
2008年のフィンランド選手権で3位となり、ナショナルチームに招聘された。

2008/2009シーズンは彼のこれまでの競技生活でベストとなった。 ジャンプ週間、ガルミッシュパルテンキルヘンでワールドカップ初めての表彰台となる3位となった。2009年2月14日にはオーベルストドルフのフライングで225.5メートルのバッケンレコードを記録、これまでの記録（ノルウェーのロアル・ヨケルソイ）を2.5m更新すると同時にこの試合でワールドカップ初勝利をあげた。
このシーズンは合計3勝して総合で自己最高の4位となった。
- 優勝歴

|                                | 日付          | 開催地                           | 開催国     |
| ------------------------------ | ------------- | -------------------------------- | ---------- |
| スキージャンプ・ワールドカップ |               |                                  |            |
| 1.                             | 2009年2月14日 | オーベルストドルフ（フライング） | ドイツ     |
| 2.                             | 2009年3月13日 | リレハンメル                     | ノルウェー |
| 3.                             | 2009年3月22日 | プラニツァ（フライング）         | スロベニア |

- 保持しているバッケンレコード

| 日付          | 開催地                           | 開催国     | 飛距離                    |
| ------------- | -------------------------------- | ---------- | ------------------------- |
| 2009年2月14日 | オーベルストドルフ（フライング） | ドイツ     | 225.5m（ヒルサイズ:213m） |
| 2009年3月14日 | ヴィケルスン                     | ノルウェー | 219.0m（ヒルサイズ:207m） |